# Hopper's Hall
Hopper's Hall é uma casa listada de grau II em Watton Road, Datchworth, Hertfordshire, na Inglaterra. Data de cerca de 1640 com pequenas adições e alterações desde então. Hoppers End, Hoppers Barn e Hoppers Lodge são adjacentes.